# Gornji Dobrun
Gornji Dobrun (în sârbă Горњи Добрун) este un sat din comuna Višegrad, Republica Srpska, Bosnia și Herțegovina. În anul 2013 avea o populație de 62 de locuitori.

## Demografie
|           | 1991         | 2013        |
| Populație | 171 (100,0%) | 62 (100,0%) |
| Bosniaci  | 170 (99,42%) | -           |
| Sârbi     | -            | -           |
| Iugoslavi | 1 (0,585%)   | -           |

## Obiective turistice
În apropierea satului se află Mănăstirea Dobrun.